# 仮想結晶近似
仮想結晶近似（かそうけっしようきんじ、Virtual crystal approximation、Virtual crystal modelとも言う）は、2種類以上のポテンシャル（Va、Vbとする：2種類の場合）がランダムに配置している場合（例: 不規則二元合金）、その混合比の単純平均をしたポテンシャル(V = xVa + yVb, x + y =1)を考え、これを使ってバンド計算を行う近似。混合比（濃度）で単純に平均化した仮想的なポテンシャルVが、周期的に並んだ結晶を考えることからこの名前が付けられた。